# Tégh Bahádur
Guru Tégh Bahádur (pandžábská výslovnost [gʊɾuː t̯eːgᵊ bəɦaːd̯ʊɾᵊ]; 1. dubna 1621 - 24. listopadu 1675)   byl devátým z deseti guruů sikhismu. Narodil se v Amritsaru v roce 1621 a byl nejmladším synem gurua Hargobinda. Jeho funkční období jako gurua trvalo od roku 1665 do jeho smrti. Sto patnáct jeho hymnů je součástí posvátné knihy sikhismu Guru Granth Sáhib. Byl veřejně popraven v roce 1675 v Dillí na příkaz mughalského císaře Aurangzéba, jelikož odmítal mughalské vládce a vzdoroval jim. Sikhská tradice uvádí, že guru se postavil za práva kašmírských Panditů, kteří ho oslovili, aby se za ně přimluvil u císaře a požádal ho, aby zrušil nedávno uloženou daň.